# Tachytrechus canacolli
Tachytrechus canacolli är en tvåvingeart som beskrevs av Brooks 2004. Tachytrechus canacolli ingår i släktet Tachytrechus och familjen styltflugor.
Artens utbredningsområde är Utah. Inga underarter finns listade i Catalogue of Life.